# Лівінгстоніт
Лівінгстоніт — мінерал, стибієва сульфосіль ртуті.

## Опис
Формула: — HgSb4S8.
Зовні схожий на антимоніт, але на відміну від нього дає червоно-коричневу рису.
Кристалічна структура лівінгстоніту шарувато-стрижнева, складається з щільноупакованих плоских сіток і містить дисульфідних групу [S2]3-. В одному типі шарів подвійні ланцюги Sb2S4 пов'язані дисульфідними групами [S2]3-, а в іншому — катіонами Hg.
Кристали рідкісні і дрібні, витягнуті по осі b, мають стовпчастий або голчастий псевдотетрагональний вигляд. Агрегати масивні волокнистої і променистої структури, крупнолистуваті і зернисті маси. Мікроскопічно у відбитому світлі спостерігалися двійники з двійникової площиною по подовженню.

## Поширення
У низькотемпературних гідротермальних родовищах в асоціаціях з кіновар'ю, антимонітом, флюоритом, валентинітом, гіпсом, самородної сіркою. У поверхневих умовах нестійкий, при впливі води і повітря окислюється, заміщаючи вторинними мінералами та/або переходячи в сурм'яні охри.
Первісне місцезнаходження: Уіцуко (Huitzuko), Герреро, Мексика, — зустрічалися кристали до 12 см. Родовище Хайдаркан (Киргизстан) — місце знахідки найбільших у світі скупчень лівінгстоніту.